# Herrschaftsgericht Ellingen

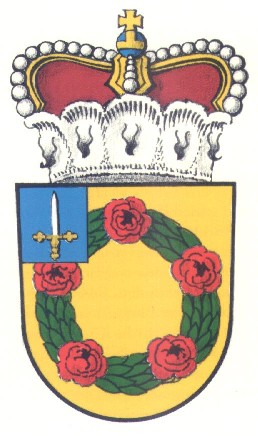
Wappen der Fürsten von Wrede

Das Herrschaftsgericht Ellingen war ein Herrschaftsgericht der Fürsten von Wrede zu Ellingen. Es bestand von 1815 bis 1848. Bis 1817 war es Teil des Oberdonaukreises, ab 1817 gehörte es zum Rezatkreis. 1848 wurde es in eine Gerichts- und Polizeibehörde umgewandelt, 1852 schließlich in das Landgericht Ellingen.

## Geschichte
Carl Philipp von Wrede war ein bayerischer Generalfeldmarschall, Politiker und Diplomat. Er unterzeichnete den Vertrag von Ried vom 8. Oktober 1813, durch den Bayern auf die Seite der Alliierten wechselte und in die Befreiungskriege eintrat. Die Verleihung des bayerischen Fürstenstandes und der fürstlichen Herrschaft Ellingen erfolgte am 9. Juni 1814. 
Wie im Edikt über die gutsherrliche Gerichtsbarkeit vom 16. August 1812 vorgesehen, wurden dem Herrschaftsgericht weitgehende straf- und zivilrechtliche Kompetenzen zugestanden. Dem Fürstlich von Wredeschen Herrschaftsgericht standen die Ausübung der Distrikts- und der Ortspolizei  („Polizei“ im Sinn von allgemeiner Verwaltung) sowie die volle bürgerliche Gerichtsbarkeit als Befugnisse zu.
1840 hatte das Herrschaftsgericht Ellingen eine Fläche von 4 Quadratmeilen (≈224 km²) und hatte 8225 Einwohner (2501 Katholiken, 5624 Protestanten und 100 Juden). Es gab 62 Ortschaften (1 Stadt, 14 Pfarrdörfer, 5 Kirchdörfer, 13 Dörfer, 6 Weiler und 23 Einöden) und 22 Gemeinden (1 Magistrat 3. Klasse, und 21 Landgemeinden).
Durch das Gesetz vom 4. Juni 1848 wurden die adlige bzw. gutsherrliche Gerichtsbarkeit und Polizeiordnung aufgehoben (eine der Hauptforderungen der Revolution von 1848) und das Herrschaftsgericht in eine Gerichts- und Polizeibehörde umgewandelt, 1852 schließlich in das Landgericht Ellingen.

## Lage
Das Herrschaftsgericht grenzte an die Landgerichte Greding, Gunzenhausen, Heidenheim, Pleinfeld, Weißenburg und am Herrschaftsgericht Pappenheim. 

## Struktur

### Steuerdistrikte
Innerhalb des Herrschaftsgerichtes gab es 11 Steuerdistrikte, die 1808 gebildet und zunächst vom Rentamt Weißenburg (1808–1827) verwaltet wurden, dann vom Rentamt Spalt (1827–1834) und schließlich wieder vom Rentamt Weißenburg (ab 1834). Der Steuerdistrikt Ettenstadt kam am 5. Mai 1816 vom Landgericht Greding hinzu.
- Alesheim mit Gundelsheim, Störzelbach und Wachenhofen;
- Ellingen mit Blasenhöfe, Bräumühle, Lauterbrunnmühle, Lindenmühle, Walkershöfe und Zollmühle;
- Emetzheim mit Bubenheim und Holzingen;
- Ettenstatt mit Auhof, Burg, Enhofen, Hundsdorf, Kruglmühle, Rohrbach, Wolfsmühle und Wöllmetzhofen;
- Oberhochstatt mit Gänswirthshaus, Häuser am Wülzburger Berg, Kehl, Niederhofen und Wiesenmühle;
- Sankt Veit mit Banzermühle, Gündersbach, Hörlbach, Massenbach und Walkerszell;
- Stopfenheim mit Dorsbrunn und Tiefenbach;
- Suffersheim mit Hammermühle, Heuberg, Laubenthal, Lutschmühle und Potschmühle;
- Trommetsheim mit Kattenhochstatt, Lengenfeld, Metzenhof und Schertnershof;
- Weiboldshausen mit Hagenbuch, Höttingen, Oberndorf und Ottmarsfeld;
- Weimersheim mit Dürrnhof, Fallhaus, Hattenhof und Schmalwiesen.

### Ruralgemeinden
Mit dem Zweiten Gemeindeedikt (1818) wurden 22 Ruralgemeinden gebildet:
- Alesheim;
- Bubenheim;
- Dorsbrunn;
- Ellingen mit Blasenhöfe, Bräumühle, Lauterbrunnmühle, Lindenmühle, Walkershöfe und Zollmühle;
- Emetzheim;
- Ettenstatt mit  Burg, Enhofen, Kruglmühle und Wöllmetzhofen;
- Graben (vom Herrschaftsgericht Pappenheim)
- Gundelsheim;
- Holzingen;
- Höttingen mit Oberndorf und Ottmarsfeld;
- Hörlbach mit Massenbach;
- Hundsdorf mit Auhof, Rohrbach und Wolfsmühle;
- Kattenhochstatt mit Metzenhof und Schertnershof;
- Oberhochstatt mit Gänswirthshaus, Häuser am Wülzburger Berg, Kehl, Niederhofen und Wiesenmühle;
- Sankt Veit mit Banzermühle, Gündersbach und Walkerszell;
- Stopfenheim mit Tiefenbach;
- Störzelbach;
- Suffersheim mit Hammermühle, Heuberg, Laubenthal, Lutschmühle und Potschmühle;
- Trommetsheim mit Lengenfeld;
- Wachenhofen;
- Weiboldshausen mit Hagenbuch;
- Weimersheim mit Dürrnhof, Fallhaus, Hattenhof und Schmalwiesen.